# Gare d'Angoulins-sur-Mer
La gare d'Angoulins-sur-Mer est une halte ferroviaire française située dans la commune balnéaire et littorale d'Angoulins-sur-Mer dans le département de la Charente-Maritime et la région Nouvelle-Aquitaine, à 10 km au sud de La Rochelle.

## Historique
La gare d'Angoulins-sur-Mer a été construite au début de la Troisième République en 1873 par la Compagnie des Charentes qui fut choisie pour édifier la nouvelle ligne de chemin de fer devant relier directement les deux principales villes de la Charente-Inférieure qui étaient La Rochelle, la préfecture et Rochefort, alors  la plus grande ville du département.
La ligne de La Rochelle à Rochefort, d'une longueur de 29 km, longe la côte dans sa plus grande partie et permet de voir les îles du pertuis d'Antioche. Elle fut ouverte à l'exploitation le 29 décembre 1873. 
Cette voie ferrée permit d'expédier le sel produit dans les salines encore en activité à Angoulins-sur-Mer et cette production, bien qu'en déclin notable sur cette partie du littoral de l'Aunis put être maintenue jusqu'au début du XXe siècle. Le sel blanc était expédié principalement vers Bordeaux et le Sud-Ouest de la France.
La concurrence accrue de l'automobile au lendemain de la Seconde Guerre mondiale et la faible fréquentation du trafic voyageurs en gare d'Angoulins la contraignit à la fermeture temporaire de la station au trafic voyageurs tandis que le trafic marchandises avait disparu avec la fin de l'exploitation des salines de la côte d'Aunis.
À partir de 2002, la région Poitou-Charentes est responsable du transport ferroviaire. La halte ferroviaire d'Angoulins-sur-Mer a pu de nouveau être ouverte au trafic voyageurs en septembre 2007, sa fréquentation s'est accrue sensiblement depuis la mise en place d'une liaison interurbaine cadencée entre La Rochelle et Rochefort.

## Fréquentation
De 2015 à 2023, selon les estimations de la SNCF, la fréquentation annuelle de la gare s'élève aux nombres indiqués dans le tableau ci-dessous.
| Année     | 2015   | 2016   | 2017   | 2018  | 2019   | 2020  | 2021   | 2022   | 2023   |
| --------- | ------ | ------ | ------ | ----- | ------ | ----- | ------ | ------ | ------ |
| Voyageurs | 14 955 | 15 996 | 16 213 | 9 187 | 11 349 | 7 140 | 10 878 | 14 777 | 16 334 |

## Service des voyageurs

### Accueil
La gare d'Angoulins-sur-Mer ne recevant pas de trains Intercités n'assure pas l'accueil quotidien de la clientèle (information, vente et réservation) mais un distributeur automatique de billetterie est disponible à ses abords immédiats. Il s'agit en fait d'une halte ferroviaire faisant partie des "points d'arrêt sans personnel" du réseau TER Nouvelle-Aquitaine.

### Desserte

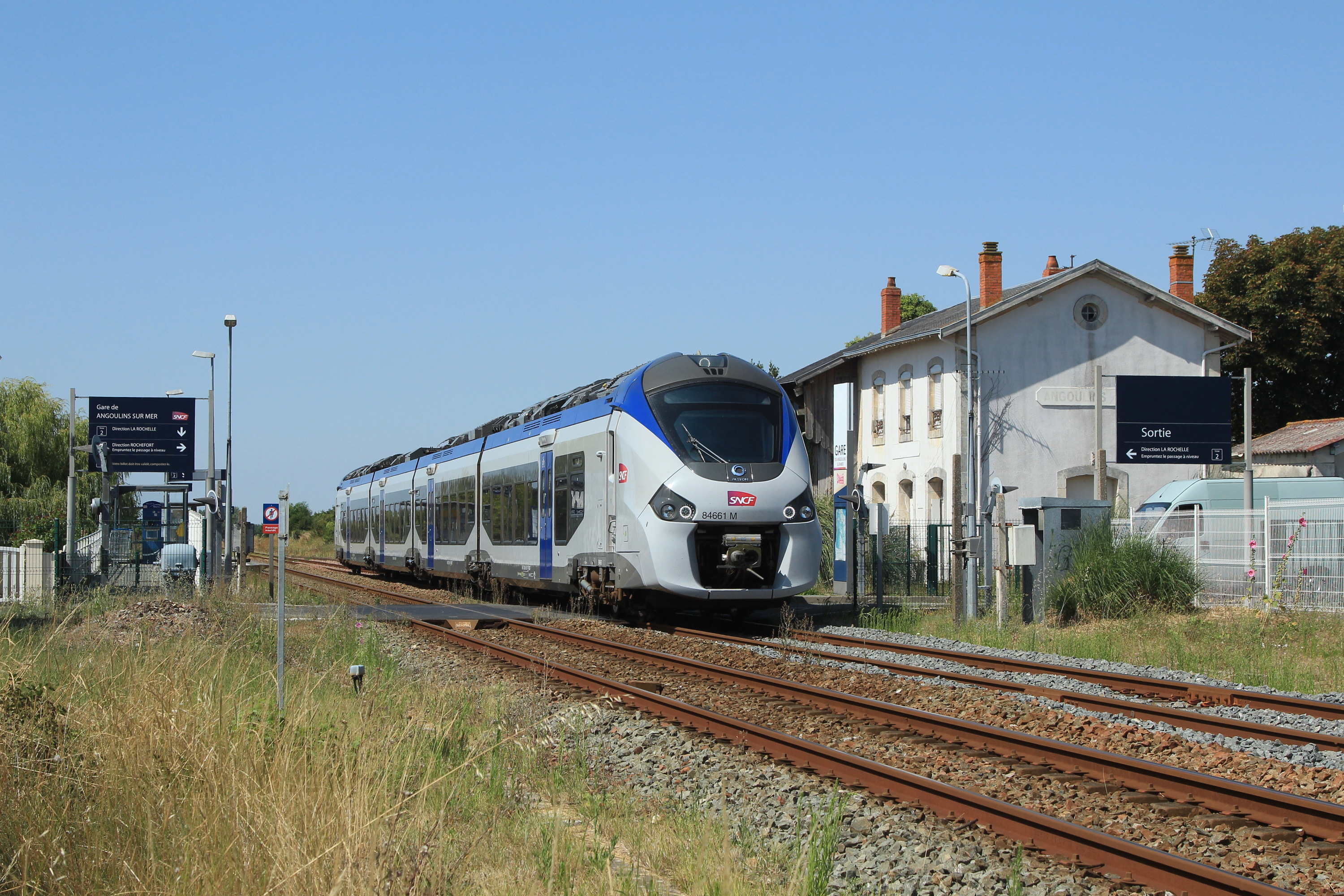
Arrivée d'un TER La Rochelle - Rochefort en gare.

Située sur le tronçon de la ligne ferroviaire régionale Nantes-Bordeaux entre les agglomérations urbaines de La Rochelle et de Rochefort, la halte ferroviaire d'Angoulins-sur-Mer reçoit chaque jour uniquement des trains TER Nouvelle-Aquitaine. Les trains TER assurent la desserte ferroviaire par douze aller-retour quotidiens chaque semaine.